# Vizír
Vizír je národní přírodní památka poblíž obce Hamr v okrese Jindřichův Hradec. Oblast spravuje AOPK ČR Správa CHKO Třeboňsko. Důvodem ochrany je rybník a přilehlá rašelinná louka. Naleziště celé řady chráněných a vzácných druhů rostlin, zejména rosnatky prostřední (Drosera intermedia).